# ポエトリー アグネスの詩
『ポエトリー アグネスの詩』（ポエトリー アグネスのうた、原題：시）は、イ・チャンドン監督・脚本による2010年公開の韓国映画。

## 概要
監督のイ・チャンドンが、韓国で実際に起きた女子中学生集団レイプ事件から着想を得て制作した。表題の「アグネス」とは、作品内で自殺した少女の洗礼名である。
2010年、韓国のアカデミー賞といわれる大鐘賞の最優秀作品賞に選ばれた。

## あらすじ
韓国在住のミジャは古いアパートで、生活保護を受けながら、娘から預かった中学生の孫チョンウクの面倒を見る60代の独身女性である。ある日、町内の文化院で偶然に「詩」の講座を受講したミジャは、詩を書く喜びや歌う喜びを知り、自分も書いてみたいという強い思いを抱いた。だが、アルツハイマー(認知症)を発症し、言葉を忘れることが多くなるミジャ。それでも病気を隠したミジャは、ヘルパーの仕事もこなし続けた。
孫のチョンウクと5人の同級生が、クラスの女子生徒を数か月間にわたり輪姦し続け、その女子中学生が自殺する事件が起った。事件を秘匿し、被害者の母親に示談金を払うことで、ことを収めようとする教師や保護者たち。示談金は一人500万ウォンと話し合う最中にも、ふらりと席を立ち、詩のための創作メモを取りに行ってしまうミジャ。 
教会の追悼ミサに行き、死んだ女子中学生の洗礼名がアグネスであることを知るミジャ。示談金の工面ができないミジャは、ヘルパーとして身体も洗っていた足腰の立たない金持ちの老人に求められ、風呂の中でセックスをしてしまう。
示談に応じたがらない被害者の母親の説得を、加害者の男親たちから押し付けられるミジャ。農家である被害者宅の畑で母親と出会ったが、詩作の気分に浸ったミジャは世間話だけで帰ってしまった。いよいよ示談金が必要になり、金持ちの老人から強請るように金を取って支払うミジャ。だが、結局は告発され、チョンウクは覆面パトカーの刑事に肩を抱かれて車に乗せられて行った。
翌日、「詩」の講座の最終日に、講師の演台の上には白い花束とミジャの初めての詩が置かれていた。しかし、教室にも自宅にも、どこにも姿の見えないミジャ。「アグネスの詩(うた)」という詩を朗読するミジャの声。亡くなった女子中学生を悼む言葉は、やがて女子中学生自身が語る心情となり、投身した高い橋の上に立つ制服の姿で終る。

## キャスト
- ヤン・ミジャ：ユン・ジョンヒ（英語版）
- チョンウク：イ・ダウィ
- キボムの父：アン・ネサン
- カン老人：キム・ヒラ（朝鮮語版）
- キム・ヨンタク：金龍澤
- ファン・ミョンスン：ファン・ビョンスン（朝鮮語版）

## 公開
2010年5月13日に韓国の194館で公開され、初週末に約25万8000ドルを売り上げた。Box Office Mojoの調査によると、2010年8月1日までに韓国での累計興行収入は130万1057ドル（15億4043万8477ウォン）となっている。

### 批評家の反応
Rotten Tomatoesでは56個の評論家レビューで支持率は100%であり、平均点は10点満点で8.6点である。

### 受賞・ノミネート
| 映画祭・賞                 | 部門           | 候補           | 結果       |
| -------------------------- | -------------- | -------------- | ---------- |
| カンヌ国際映画祭           | パルム・ドール | イ・チャンドン | ノミネート |
| カンヌ国際映画祭           | 脚本賞         | イ・チャンドン | 受賞       |
| アジア・フィルム・アワード | 作品賞         |                | ノミネート |
| アジア・フィルム・アワード | 監督賞         | イ・チャンドン | 受賞       |
| アジア・フィルム・アワード | 脚本賞         | イ・チャンドン | 受賞       |
| 大鐘賞                     | 作品賞         |                | 受賞       |
| 大鐘賞                     | 脚本賞         | イ・チャンドン | 受賞       |
| 大鐘賞                     | 女優主演賞     | ユン・ジョンヒ | 受賞       |
| 大鐘賞                     | 男優助演賞     | キム・ヒラ     | 受賞       |
| 大韓民国映画大賞           | 作品賞         |                | 受賞       |
| 青龍映画賞                 | 主演女優賞     | ユン・ジョンヒ | 受賞       |
| 第47回百想芸術大賞         | 監督賞         | イ・チャンドン | 受賞       |